# Buczyna (Mazańcowice)
Buczyna – część wsi Mazańcowice w Polsce położona w województwie śląskim, w powiecie bielskim, w gminie Jasienica.